# American Woman (Album)
American Woman ist das sechste Studioalbum der kanadischen Rockband The Guess Who. Es erschien im Januar 1970 unter dem Label RCA Victor und wurde von Jack Richardson produziert. American Woman ist das erfolgreichste Album der Band und rangierte in diesem Jahr in den USA durch die Auskopplungen No Sugar Tonight, No Time, Hand me Down World und vor allem American Woman vor den Beatles im Singles-Verkauf.

## Entstehungsgeschichte
Nachdem Jack Richardson 1967 zu The Guess Who stieß, kaschierte er das durchschnittliche Kompositions- und Instrumentaltalent, indem er ausdrucksstarke Riffs um einnehmende Refrains ergänzte. The Guess Who kam aus einer Zeit, als es die oberste Pflicht von Rockbands war, Menschen zum Tanzen zu bringen. Natürlich hatten sie höhere Ambitionen, die es ihnen erlauben würden, ihr eigenes Material zu spielen. Bevor einer Band das gewährt wurde, musste sie auf den lokalen Veranstaltungen spielen, das bedeutete, ihre eigenen Songs zwischen Coverversionen einzufügen, sich an ein Riff zu halten, wenn es funktionierte, und vor allem auf die Reaktion des Publikums zu achten. 
American Woman entstand zufällig während einer Veranstaltung, als Randy Bachman eine Saite an seiner Gitarre riss. Er fing an, ein paar Noten auf dem Klavier zu spielen, um seine neue Saite zu stimmen, als sich daraus das berühmte Riff des Liedes entwickelte. Die Tanzfläche füllte sich und die Band jammte im Riff, solange die Stimmung anhielt. Ein paar Wochen später war American Woman ein komplettes Lied und ein fester Bestandteil ihrer Live-Sets.
Die Aufnahmen zu diesem Album dauerten vom 12. August bis zum 16. November 1969 an.

## Titelliste
Alle Titel wurden von Randy Bachman und Burton Cummings getextet und komponiert, abgesehen von American Woman und Humpty's Blues, woran die ganze Band beteiligt war, und 969, das komplett von Randy Bachman stammt.
1. American Woman – 5:02
2. No Time – 3:45
3. Talisman – 5:05
4. No Sugar Tonight / New Mother Nature – 4:52
5. 969 (Oldest Man) – 2:58
6. When Friends Fall Out – 2:58
7. 8:15 – 3:26
8. Proper Stranger – 4:00
9. Humpty’s Blues/American Woman (Epilogue) – 6:11

### Bonustracks
2000 Buddha Records Neuauflage Bonustrack
1. Got to Find Another Way

2017 Iconoclassic Records Deluxe 2-CD Neuauflage Bonustracks
1. American Woman (Single Version) – 3:50
2. No Sugar Tonight (Single Version) – 2:04
3. Got To Find Another Way – 2:51
4. Close Up The Honky Tonks (Session Outake) – 3:33
5. Not To Return (takes 1 & 2) – 3:30
6. Talisman (Take 1) – 4:30
7. Talisman (Session Chatter) – 2:05
8. No Sugar Tonight (Takes 1 & 2) – 6:59
9. American Woman (Take 1) – 4:44

Disc 2 – The Way They Were 
1. Silver Bird – 2:41
2. Species Hawk – 3:29
3. Runnin’ Down The Street – 4:16
4. Miss Frizzy – 5:08
5. Palmyra – 5:50
6. The Answer – 3:54
7. Take the Long Way Home – 5:43

### Singleauskopplungen
1970: American Woman / No Sugar Tonight – #6 in den deutschen Single-Charts (15 Wochen), #4 in der Schweizer Hitparade (9 Wochen), #1 in den US-Charts (3 Wochen) und #19 UK-Charts (13 Wochen)

## Rezeption

### Chartplatzierungen
| ChartsChartplatzierungen       | Höchstplatzierung | Wochen |
| ------------------------------ | ----------------- | ------ |
| Vereinigte Staaten (Billboard) | 9 (55 Wo.)        | 55     |

### Auszeichnungen für Musikverkäufe
| Land/Region               | Auszeichnungen für Musikverkäufe (Land/Region, Auszeichnung, Verkäufe) | Verkäufe |
| ------------------------- | ---------------------------------------------------------------------- | -------- |
| Vereinigte Staaten (RIAA) | Gold                                                                   | 500.000  |
| Insgesamt                 | 1× Gold ·                                                              | 500.000  |